# بوغدان بوتكو
بوغدان يفغينوفيتش بوتكو (بالأوكرانية: Богдан Євгенович Бутко) (مواليد 13 يناير 1991 في دونتسك، جمهورية أوكرانيا السوفيتية الاشتراكية) لاعب كرة قدم أوكراني يجيد اللعب في مركز قلب الدفاع ويلعب حاليا في إيليتشيفيتس ماريوبول الأوكراني منذ 2011 معارا من نادي شاختار دونيتسك الأوكراني.

## روابط خارجية
- بوغدان بوتكو على موقع الاتحاد الأوربي (الإنجليزية)
- بوغدان بوتكو على موقع اتحاد تركيا (لاعب) (الإنجليزية)
- بوغدان بوتكو على موقع اتحاد أوكرانيا (الإنجليزية)
- بوغدان بوتكو على موقع قاعدة بيانات كرة القدم.إي يو (الإنجليزية)
- بوغدان بوتكو على موقع ناشيونال فوتبول تيمز (الإنجليزية)
- بوغدان بوتكو على موقع Soccerway.com (الإنجليزية)
- بوغدان بوتكو على موقع عالم كرة القدم.نت (الإنجليزية)
- بوغدان بوتكو على موقع AS.com (الإسبانية)